# Quint Trabea
|  | Per a altres significats, vegeu «Tràbea (vestit)». |

Quint Trabea (en llatí Quintus Trabea) va ser un poeta còmic romà que va florir cap a l'any el 130 aC. Ocupa el vuitè lloc en el cànon que va establir Volcaci Sedigit.
Era considerat un mestre en l'art de tocar els sentiments de les persones. Cap part de la seva obra no s'ha conservat excepte mitja dotzena de línies reproduïdes per Ciceró.